# Piazza delle Erbe (Vérone)
La piazza delle Erbe est la plus ancienne place de Vérone en Vénétie (Italie). Elle est située à l'emplacement de l'ancien forum romain et constitue le cœur historique et architectural de la ville. 

## Description
Le côté nord est occupé par l'hôtel de ville, la Tour des Lamberti (Torre del Lamberti), le palais de justice et le Casa Mazzanti. Le côté sud-ouest, comprend le palais baroque Palazzo Maffei, orné de plusieurs statues de dieux grecs : Zeus, Hercule, de Minerve, Vénus, Mercure et Apollon. Le côté nord-ouest de la place est construit sur la base du Capitole romain, qui faisait face à la Cour. Beaucoup de maisons ont encore les restes de fresques. Sur le côté sud se trouve la Domus Mercatorum ou Casa dei Mercanti.

## Monuments

### Madonna verona
Le plus ancien monument de la place est la fontaine datée de 1368 surmontée d'une statue appelée "Madonna Verona". Il s'agit en fait d'une statue romaine datant du 4e siècle.

### La tribune
La tribune (Tribuna)  est datée vers le XIIIe siècle, une période où elle a été utilisée pour les cérémonies diverses: le maire de la ville y siégeait  pour sa prise de serment.

### Colonne Visconti
Vers la Via Cappello, la Colonne Visconti, est une ancienne colonne surmontée d'un sanctuaire du XIVe siècle, dans lequel sont creusés des niches. Il est dédié à la Vierge et à saint Zénon, saint Christophe et saint Pierre de Vérone.

### Colonne de Saint-Marc
En face du palais Maffei, est située une colonne de marbre blanc surmontée d'un lion de saint Marc, symbole de la république de Venise : la Colonna di San Marco.

## Galerie de photos

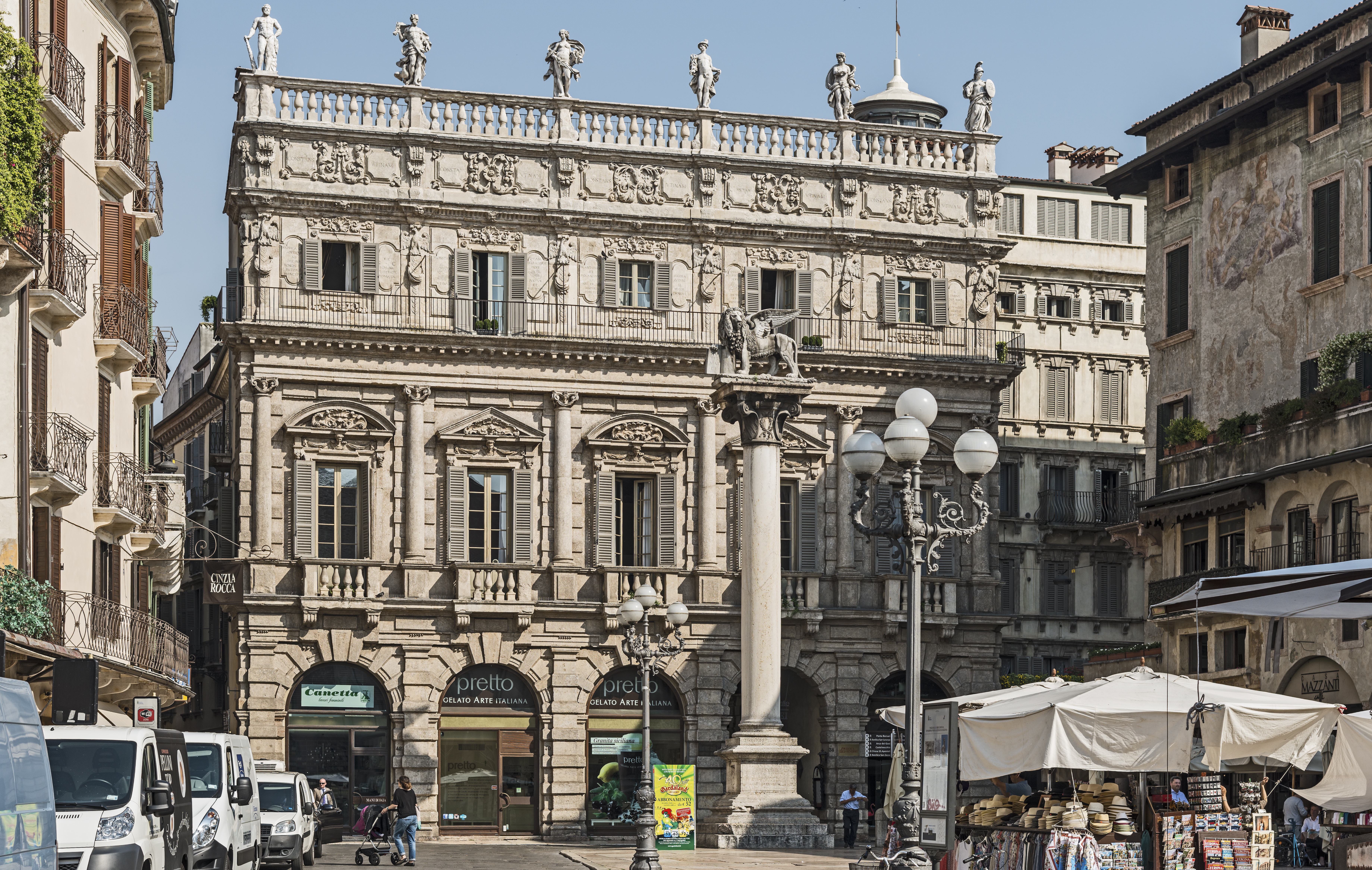
Palazzo Maffei et Colonna di San Marco.
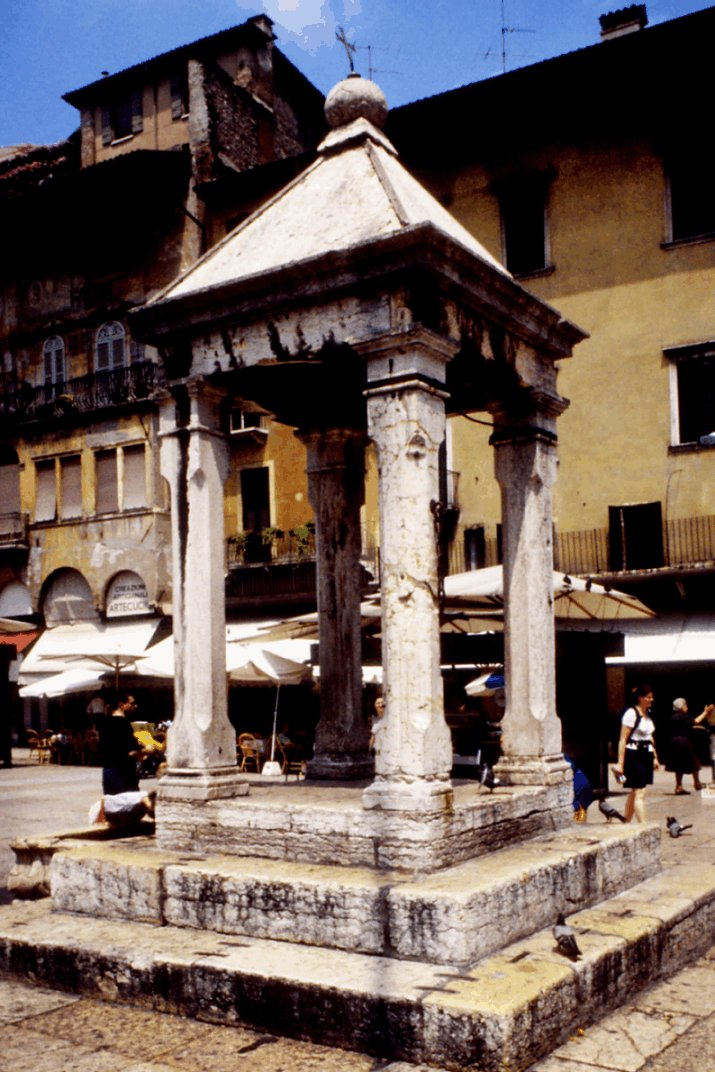
La tribune.
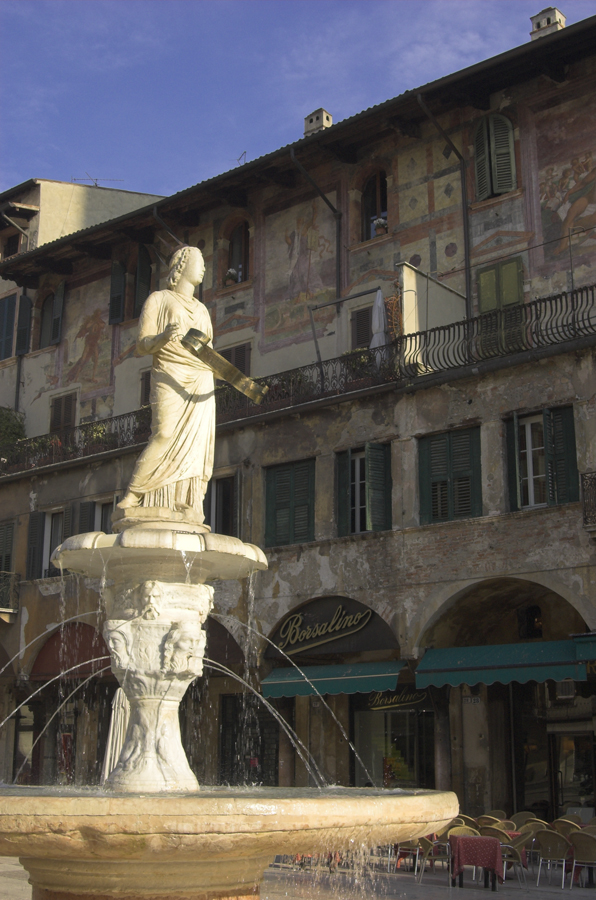
La fontaine Madonna Verona.
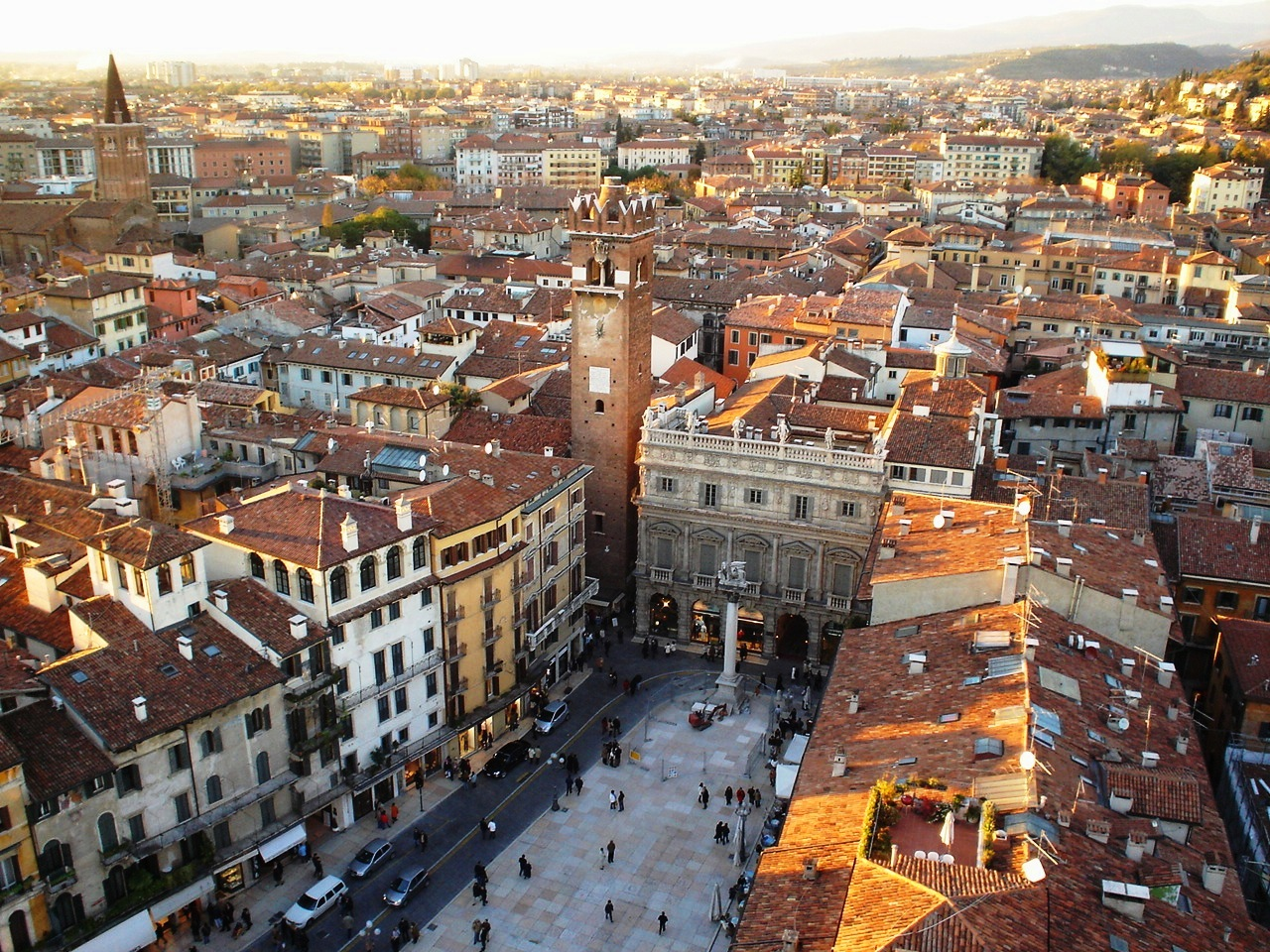
Vue de la place depuis la Torre Lamberti.

## Source de la traduction
- (it) Cet article est partiellement ou en totalité issu de l’article de Wikipédia en italien intitulé « Piazza delle Erbe (Verona) » (voir la liste des auteurs).